# Grünbach
Grünbach es un municipio situado en el distrito de Vogtland, en el estado federado de Sajonia (Alemania), a una altitud de 750 metros. Su población a finales de 2016 era de unos 1700 habitantes y su densidad poblacional, 63 hab/km².